# Arhopala rileyi
Arhopala rileyi är en fjärilsart som beskrevs av James John Joicey och Talbot 1922. Arhopala rileyi ingår i släktet Arhopala och familjen juvelvingar. Inga underarter finns listade i Catalogue of Life.